# Palinuridae
Le aragoste (Palinuridae Latreille, 1802) formano una famiglia di crostacei dell'ordine Decapoda.

## Tassonomia
La famiglia comprende i seguenti generi:
- Jasus Parker, 1883
- Justitia Holthuis, 1946
- Linuparus White, 1847
- Nupalirus Kubo, 1955
- Palibythus Davie, 1990
- Palinurellus von Martens, 1878
- Palinurus Weber, 1795
- Palinustus A. Milne-Edwards, 1880
- Panulirus White, 1847
- Projasus George & Grindley, 1964
- Puerulus Ortmann, 1897
- Sagmariasus Holthuis, 1991

La famiglia comprendeva i seguenti generi estinti:
- † Archaeocarabus M’Coy, 1849
- † Archaeopalinurus Pinna, 1974
- † Astacodes Bell, 1863
- † Eolinurus Pasini & Garassino, 2022
- † Palaeopalinurus Bachmayer, 1954
- † Palinurina Münster, 1839
- † Pehuenchia Rusconi, 1948

## Descrizione
Anche se superficialmente assomigliano ai nefropidi, in termini di forma generale e per avere un carapace duro e un esoscheletro, i due gruppi non sono strettamente correlati. Le aragoste possono essere facilmente distinte dai Nephropidae per le loro antenne molto lunghe, spesse e spinose, per la mancanza di chele sulle prime quattro paia di zampe, anche se le femmine della maggior parte delle specie hanno un piccolo artiglio sul quinto paio, e per una fase larvale particolarmente specializzata chiamata fillosoma. I nefropidi hanno antenne molto più piccole e chele sulle prime tre paia di zampe, con la prima particolarmente allargata.
Le aragoste hanno tipicamente un carapace leggermente compresso, privo di creste laterali. Le loro antenne mancano di uno scafocerite, l'esopode appiattito dell'antenna. Questo è fuso all'epistoma (una piastra tra il labbro e la base dell'antenna). Il flagello, in cima all'antenna, è robusto, affusolato e molto lungo. Le zampe ambulacrali (pereopodi) terminano con chele.

## Fossili
Il primato per il più antico essere vivente appartenente a questa famiglia è stato ampliato dalla scoperta nel 1995 di un fossile di 110 milioni di anni vicino a El Espiñal nel Chiapas, Messico. I ricercatori dell'Università nazionale autonoma del Messico hanno chiamato il fossile Palinurus palaecosi, e riferiscono che è il più vicino ai membri del genere Palinurus che vivono attualmente al largo delle coste dell'Africa.

## Ecologia

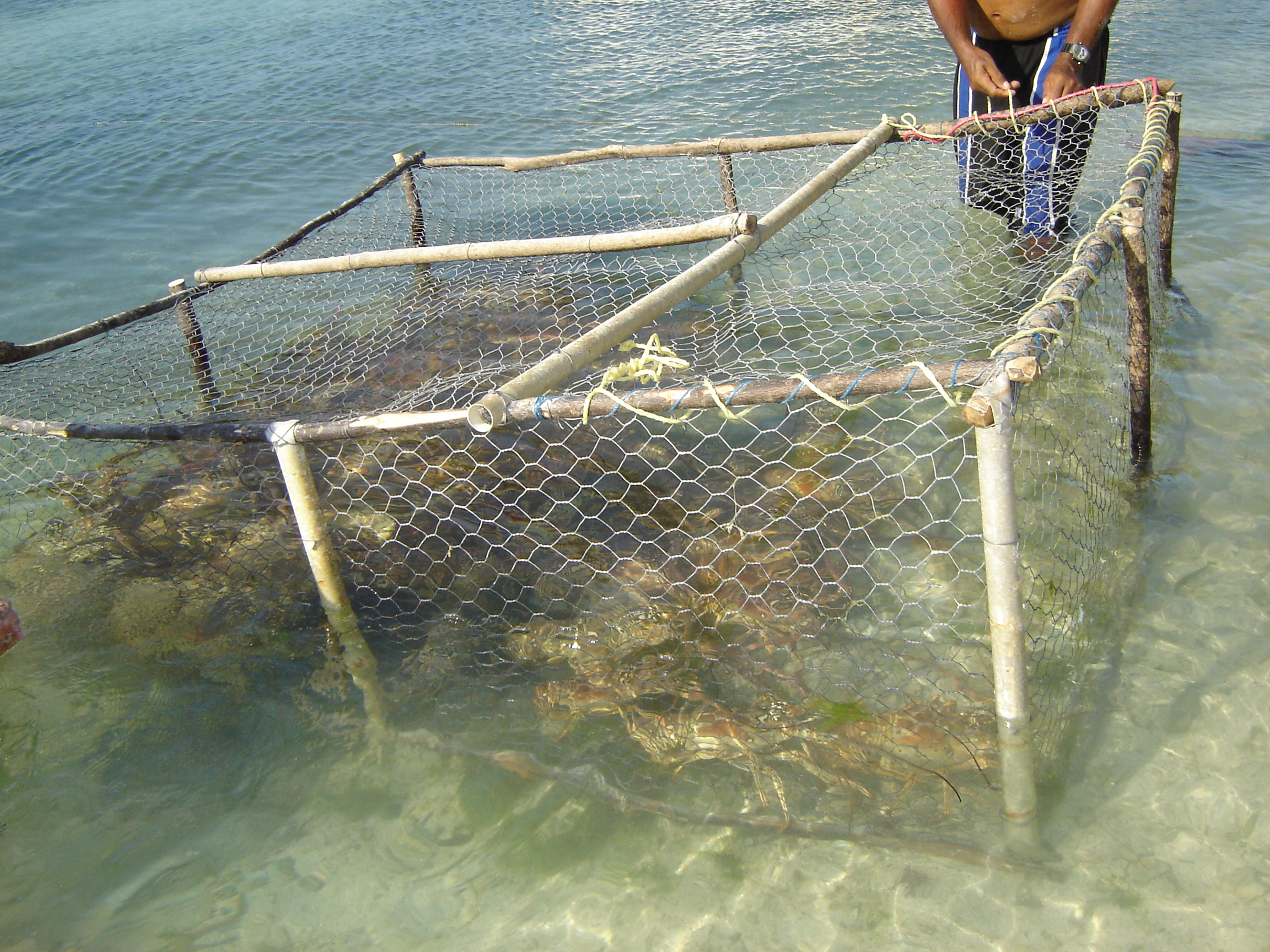
Pesca del Panulirus argus in Venezuela.

Tutte le specie della famiglia si trovano in quasi tutti i mari caldi, compreso il Mare Caraibico e il Mar Mediterraneo, ma sono particolarmente comuni in Australasia, dove vengono chiamati comunemente crayfish (gamberi) o sea crayfish (gamberi di mare) (Jasus edwardsii), e in Sudafrica (Jasus lalandii).
Le aragoste tendono a vivere nelle fessure delle rocce e delle barriere coralline, solo occasionalmente si avventurano fuori di notte per cercare lumache, vongole, lepri di mare, granchi o ricci di mare da mangiare. A volte, migrano in gruppi molto grandi in lunghe file di animali sul fondo del mare. Queste file possono essere lunghe più di 50 esemplari. Le aragoste navigano usando l'odore e il sapore delle sostanze naturali nell'acqua che cambiano in diverse parti dell'oceano. È stato recentemente scoperto che le aragoste possono anche navigare rilevando il campo magnetico terrestre. Si tengono insieme per contatto, usando le loro lunghe antenne. I potenziali predatori possono essere dissuasi dal cibarsene da un forte stridore fatto dalle antenne che sfregano contro una parte liscia dell'esoscheletro. Solitamente mostrano l'abitudine sociale di stare insieme. Tuttavia studi recenti indicano che gli individui sani si allontanano da quelli infetti, costringendo gli esemplari malati a contare solo su se stessi.
Come i nefropidi, le aragoste sono commestibili e sono una fonte di cibo economicamente significativa; risultano essere la più grande risorsa alimentare da esportazione delle Bahamas.

### Suono
Molte specie producono suoni raschianti per respingere i predatori strofinando il "plectrum" alla base delle antenne contro una "lima". Il rumore è prodotto da vibrazioni d'attrito - aderendo e scivolando, simile ai materiali di gomma che scivolano contro superfici dure. Mentre un certo numero di insetti usano meccanismi di vibrazione d'attrito per generare il suono, questo particolare meccanismo acustico è unico nel regno animale. Significativamente, il sistema non si basa sulla durezza dell'esoscheletro, come fanno molti altri suoni degli artropodi, il che significa che le aragoste possono continuare a produrre i rumori deterrenti anche nel periodo successivo alla muta, quando sono più vulnerabili. L'organo stridulante è presente in tutti i generi della famiglia tranne tre (Jasus, Projasus e Palinurellus), e la sua forma può distinguere diverse specie.